# Sumrall, Mississippi
Sumrall là một thành phố thuộc quận Lamar, tiểu bang Mississippi, Hoa Kỳ. Năm 2010, dân số của thành phố này là 1 421 người.

## Dân số
- Dân số năm 2000: 1 177 người.
- Dân số năm 2010: 1 421 người.